# Астрофитум
Астро́фитум (лат. Astrophytum), или Звёздчатый кактус — род шаровидных или невысоких цилиндрических суккулентов из семейства Кактусовые, распространённых на севере Мексики и юге США.
Характерный признак большинства видов этого рода — светлые крапинки на стебле, представляющие собой крошечные пучки волосков, благодаря которым, предположительно, в растение может поступать вода.

## Систематика
Род Астрофитум относится к подтрибе Северные шаровидные кактусы (Boreocactinae Backeb.) трибы Цереусовые (Cereeae Britton et Rose) подсемейства Цереусовые (Cereoideae Schum.).

## История открытия
Первым открытым кактусом из этого рода был Астрофитум украшенный (Astrophytum ornatum), описанный в 1827 году под названием Echinocactus ornatus.
Род астрофитум был введен Шарлем Лемером в 1839 году на основании описанного им Астрофитума многорыльцевого (Astrophytum myriostigma) — растения правильной геометрической формы, имеющего 5 ребер и напоминающее звезду. Галеотти — первооткрыватель этого вида — дал ему предварительное название Cereus callicoche (callicoche — прекрасная морская звезда). Лемер выделил его в отдельный род, который назвал Astrophytum (от др.-греч. ἀστήρ — звезда, φυτόν — растение; слово мириостигма означает «тысяча точек» и соответствует крапу на эпидермисе растения). Таким образом, первое отнесенное к данному роду растение определило название рода и включило в своё название признак, присущий только этому роду кактусов. В дальнейшем были определены два других признака, по которым эти растения объединяются в один род — форма семян и форма цветков.
Позднее были открыты и другие виды этого рода. Самое удивительное, что этот род считался устоявшимся и никто не предполагал, что могут быть найдены относящиеся к нему новые виды; тем не менее в 2002 году. это произошло — был описан Астрофитум голова-медузы (Astrophytum caput-medusae).

## Классификация
К классификации этого рода имеются различные подходы: внутри видов существуют разновидности, некоторые из которых выделяются некоторыми систематиками в самостоятельные виды, поэтому число видов оценивается по-разному.
Чаще всего выделяют шесть видов (при этом различных морфологических типов имеется пять — A. coahuilense и A. myriostigma внешне выглядят практически одинаково):
- Астрофитум звёздчатый (Astrophytum asterias (Zucc.) Lem.)
- Астрофитум козерогий (Astrophytum capricorne (Dietr.) Britton & Rose)
- Астрофитум голова-медузы (Astrophytum caput-medusae (Velazco & Nevarez) D.R.Hunt)
- Astrophytum coahuilense ([[(H.Moeller) Kayser]])
- Астрофитум многорыльцевый (Astrophytum myriostigma Lem.)
- Астрофитум украшенный (Astrophytum ornatum (DC.) Web.)

На основе анализа крапа, цветков, плодов и семян виды рода Астрофитум делят на три группы:
1. A. myriostigma и A. ornatum, обитающие на территории мексиканских штатов Сан-Луис-Потоси, Нуэво-Леон и Тамаулипас (A.myriostigma) и Идальго, Керетаро и Гуанахуато (A.ornatum); могут вырастать до 1 м в высоту, цветки у них полностью жёлтые и плоды раскрываются на верхушке. A. ornatum обладает прямыми мощными колючками, A. myriostigma колючек лишён.
2. A. capricorne, A. coahuilense — уроженцы севера Мексики; более мелкие растения по сравнению с первой группой. Цветки имеют зев красного оттенка, плоды растрескиваются у основания. A. capricorne имеет довольно длинные, не жёсткие закручивающиеся колючки, A. coahuilense лишён колючек.
3. A. asterias — произрастает на севере Мексики и в Техасе (США). Растение небольшого размера, имеющее плоские ребра. Цветки имеют зев красного оттенка, плоды не растрескиваются. Растение лишено колючек.

Вид A. caput-medusae пока не отнесён к какой-либо из этих групп; вероятнее всего, он будет выделен в самостоятельную группу.
Среди астрофитумов существуют и формы, лишённые крапа (так называемые нудальные формы): например, A. myriostigma var. nudum.

## Астрофитум в культуре

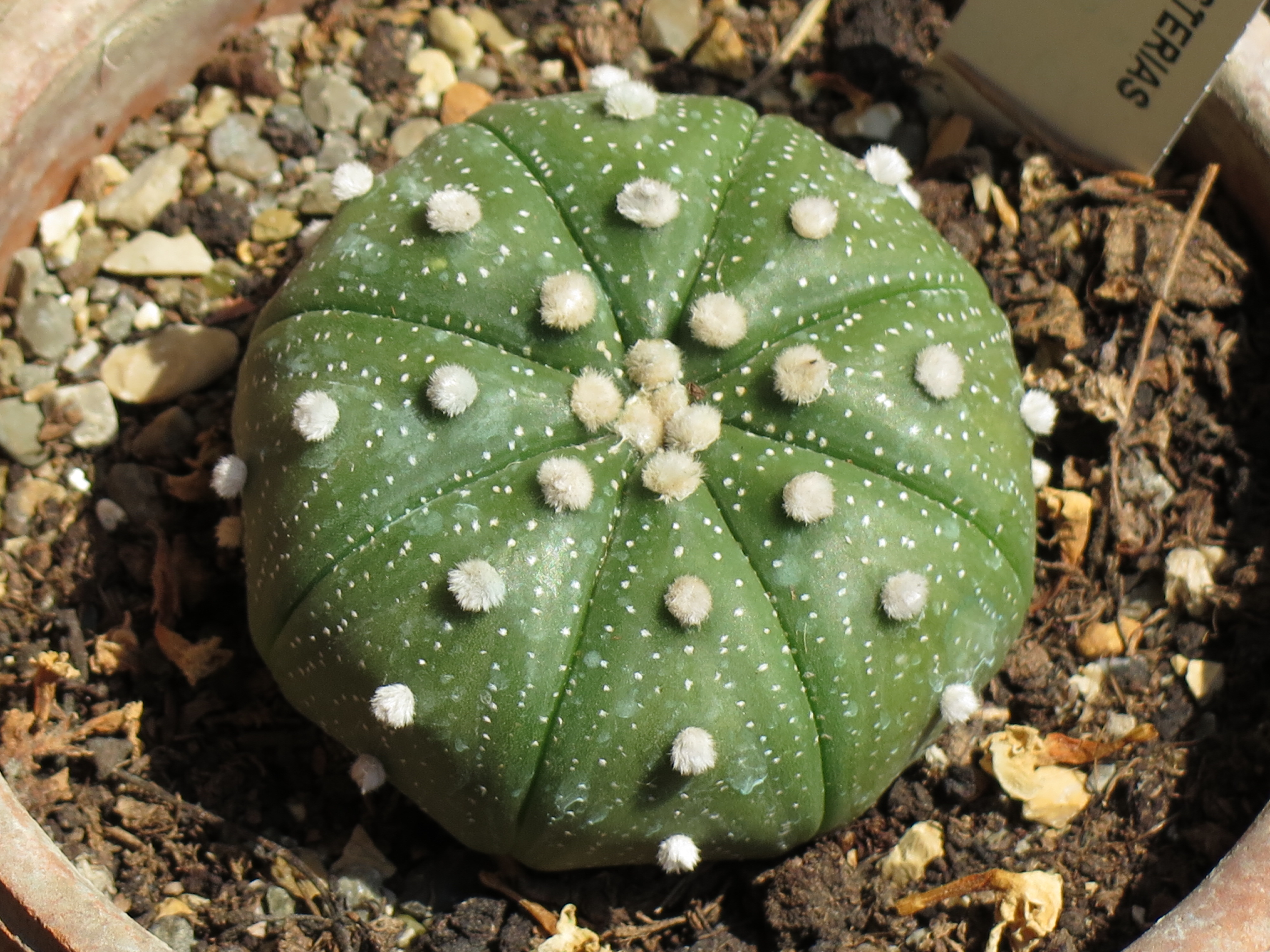
Astrophytum asterias
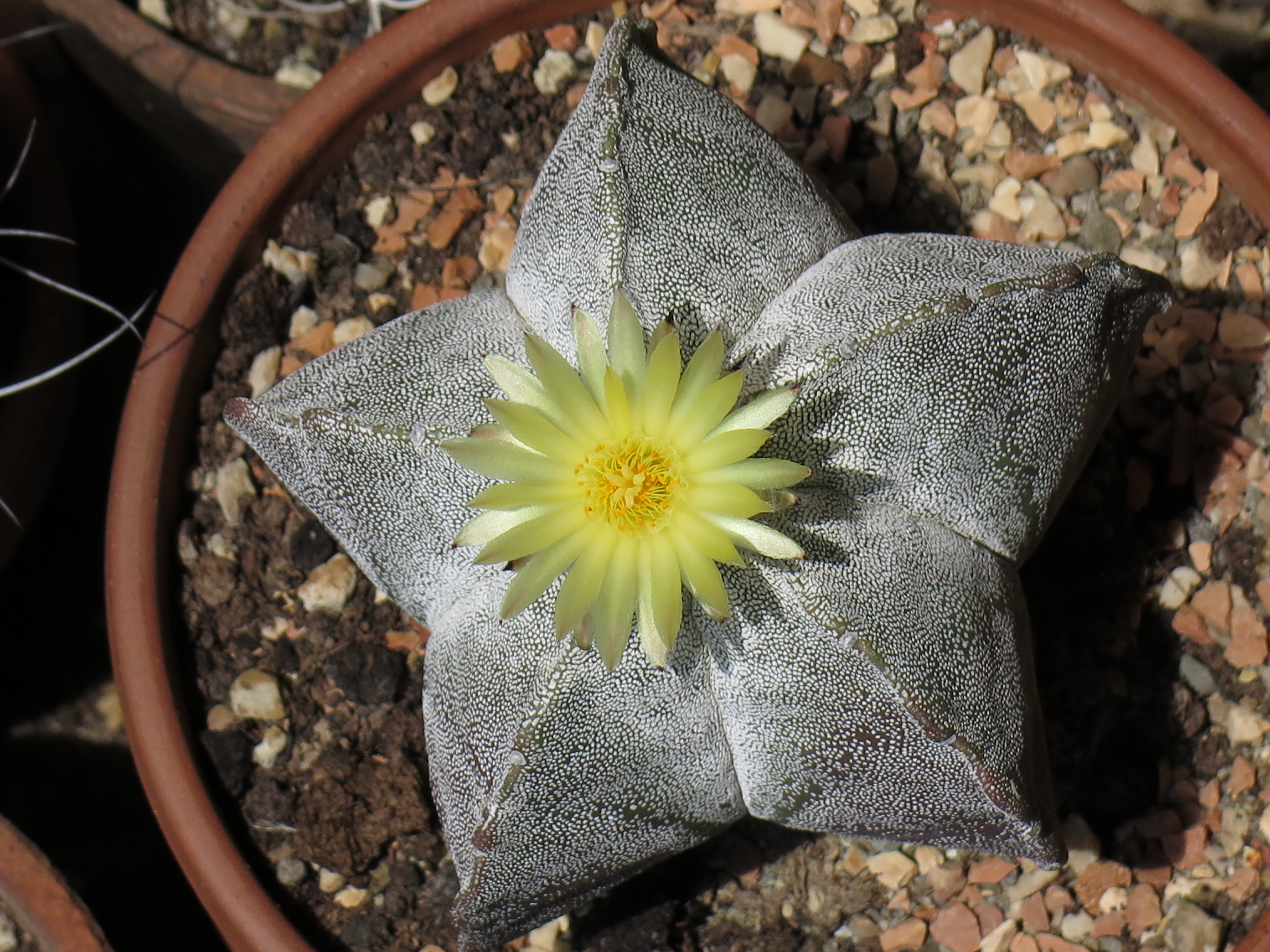
Astrophytum myriostigma
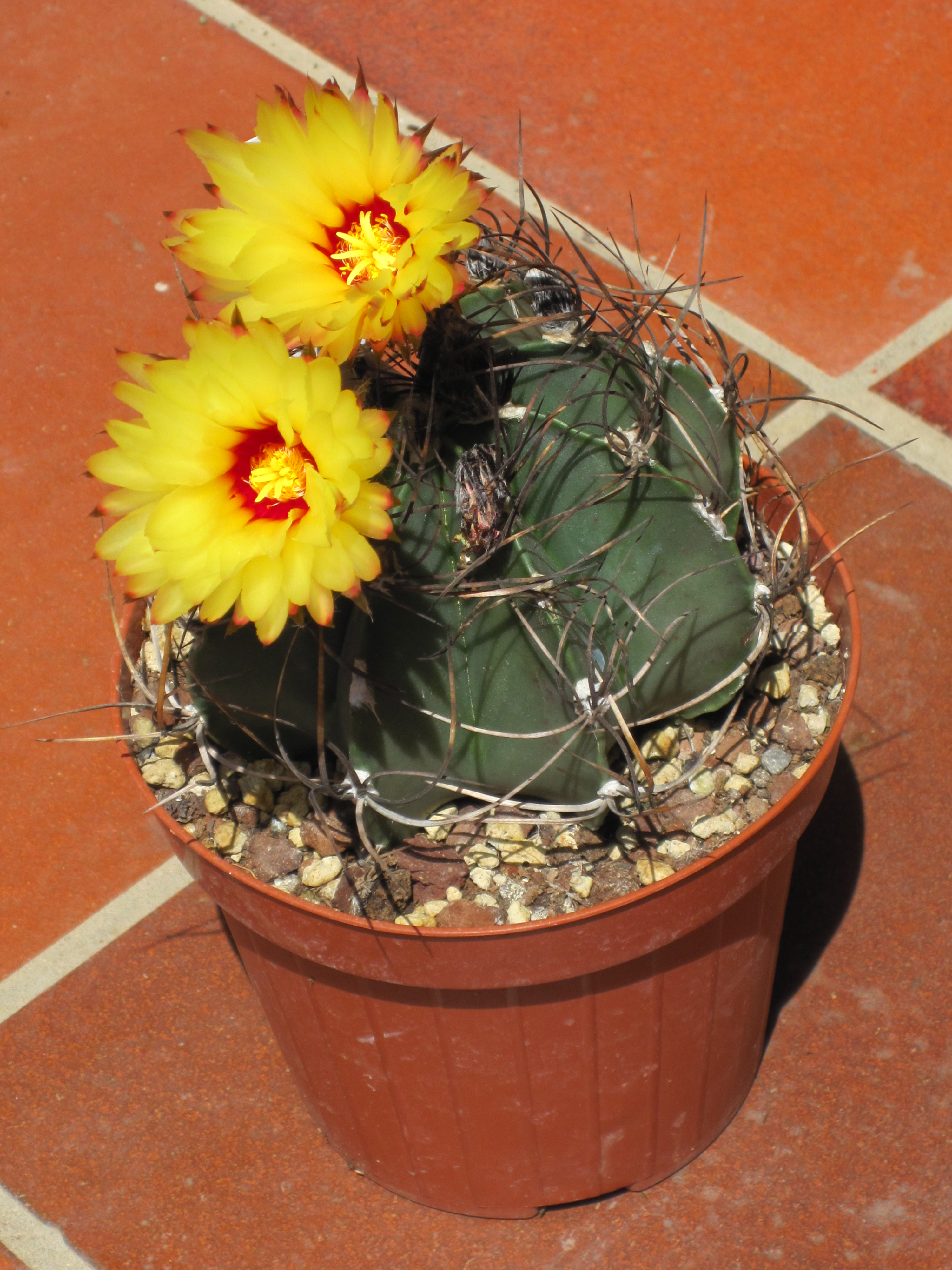
Astrophytum capricorne
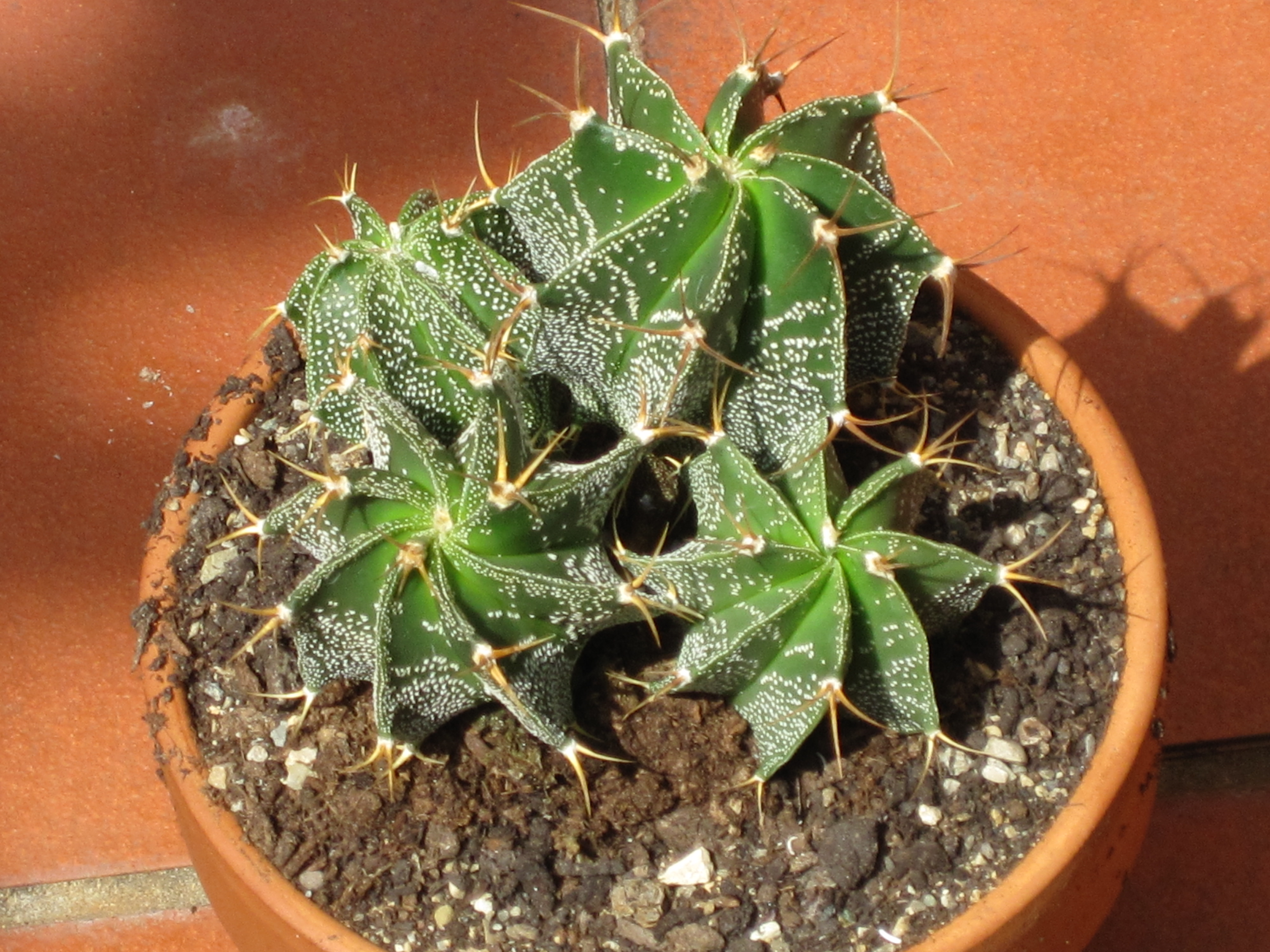
Astrophytum ornatum

Кактусы этого рода привлекательны тем, что, несмотря на относительно медленный рост, цветение наступает довольно рано и при благоприятных условиях растения цветут с весны до осени крупными цветками.
В культуре нетрудны. Выращивают их как на собственных корнях, так и прививая на эхинопсисы. Астрофитумы предпочитают питательную глинистую комковатую землю с добавлением большого количества извести и древесного угля. Развитие корневой системы происходит очень медленно, поэтому взрослые растения достаточно пересаживать раз в 4—5 лет.
Летом полив должен быть умеренным, зимой рекомендуется абсолютная сухость почвы при температуре около +6 °C.

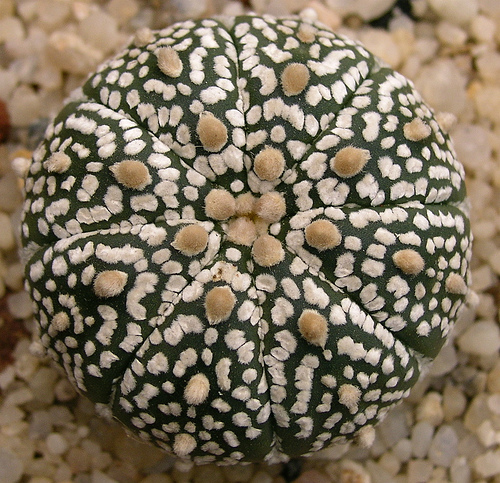
Astrophytum asterias cv. Superkabuto

У любителей популярны культивары (формы, выведенные искусственно, — путём отбора либо путём скрещивания разных видов). На рубеже XIX и XX столетий были распространены бегиновы гибриды — гибриды между A. ornatum и A. myriostigma. В последние десятилетия в этом направлении преуспели любители кактусов из Японии (см. Японские культивары астрофитумов).